# Accesso sequenziale

L'accesso sequenziale confrontato con l'accesso casuale.

In informatica accesso sequenziale significa che un insieme di elementi (ad es. dati in un vettore di memoria o file in un disco rigido o su un nastro magnetico) è acceduto in una sequenza ordinata predeterminata. L'accesso sequenziale è talvolta l'unico modo di accedere ai dati, ad esempio quando essi sono memorizzati su un nastro magnetico. Può anche essere un metodo di accesso scelto, ad esempio se vogliamo semplicemente processare una sequenza di dati in ordine.
Nelle strutture dati, una struttura viene detta ad accesso sequenziale se i valori contenuti possono essere visitati solo in un ordine particolare. Classico l'esempio della lista concatenata (linked list).